# إيونبي
إيونبي (23 نوفمبر 1992 - 3 سبتمبر 2014) كانت مغنية كورية جنوبية، توفت في 3 سبتمبر 2014 نتيجة لحادث سيارة مرور.

## السيرة الذاتية
ولدت في سول بكوريا الجنوبية في 23 نوفمبر 1992 واسمها الكامل «غو إيونبي»، التحقت بمدرسة نوري التمهيدية، ومدرسة جادونج الابتدائية، ومدرسة مونجونج المتوسطة، ومدرسة هانليم للفنون المتعددة.
كانت متدربة في FNC Entertainment وتدربت جنب أعضاء AOA. كان من المفترض أن تظهر لأول مرة معهم، لكنها اعتقدت أنها ليست جاهزة وتركت وكالة FNC. انتقلت إلى بولاريس إنترتينمنت حيث واصلت التدريب،
تم الإعلان عنها كعضوة في فرقة ليديز كود وتم إصدار فيديو تشويقي لها في 27 فبراير 2013 في قناة بولاريس إنترتينمنت الرسمية على اليوتيوب كعضوة رسمية في الفرقة، وظهرت لأول مرة كمغنية في الفرقة من خلال إصدار اسطوانتهم المطولة الأولى Code # 01 Bad Girl وقدمت الفرقة أول اداء لها على المسرح في نفس اليوم على إم كاونت داون.

## الوفاة
في 3 سبتمبر 2014، كانت الفرقة تعود إلى سول بعد الانتهاء من تسجيل اداءهم لحفل "Open Concert" في دايجو عندما تعرضوا لحادث سيارة، توفت إيونبي على الفور بينما غادرت العضوة ريسي إلى المستفشى في حالة حرجة، توفت ريسي في 7 سبتمبر 2014.

## روابط خارجية
- إيونبي على موقع ميوزك برينز (الإنجليزية)